# Turmberg
Turmberg är ett berg i Österrike.   Det ligger i distriktet Grieskirchen och förbundslandet Oberösterreich, i den centrala delen av landet, 210 km väster om huvudstaden Wien. Toppen på Turmberg är 775 meter över havet, eller 111 meter över den omgivande terrängen. Bredden vid basen är 9,3 km.
Terrängen runt Turmberg är kuperad åt sydost, men åt nordväst är den platt. Närmaste större samhälle är Vöcklabruck, 15,2 km söder om Turmberg.
Omgivningarna runt Turmberg är en mosaik av jordbruksmark och naturlig växtlighet. Runt Turmberg är det ganska tätbefolkat, med 108 invånare per kvadratkilometer.